# Cornus sessilis
Espèce
Classification APG III (2009)
Répartition géographique
Cornus sessilis est un arbuste caduc, endémique au nord de la Californie pouvant atteindre 4 à 5 m. Ses feuilles ovales vertes profondément veinées, deviennent rouges à l'automne. Ses fleurs jaunes, semblables à celles du Cornus mas, apparaissent en janvier - février, sur le bois nu. Son fruit est une drupe d'environ 1 cm de diamètre, blanche devenant rouge puis noire à maturité, et est comestible.